# Giovanni Battista Pirelli
Giovanni Battista Alberto Pirelli (né à Varenna en Lombardie le 27 décembre 1848, mort à Milan le 20 octobre 1932) est un ingénieur et homme politique italien, fondateur du fabricant de pneumatiques Pirelli. Son ascension est indissolublement liée au Risorgimento et à la modernisation du royaume d'Italie.

## Biographie
Huitième fils de Santino Pirelli et de Rosa Riva, il fit des études d'ingénieur à l’École polytechnique de Milan, dont il fut diplômé dans les premiers le 10 septembre 1870, ce qui lui valut une bourse d'études. Cette bourse lui permit d'accomplir un voyage d'études à travers l'Europe, et de se familiariser avec les industries nouvelles des pays voisins.
De retour en 1872, il recherche des associés pour investir dans l'industrie du pneumatique, et parvient à convaincre un groupe de banques milanaises de financer la création de sa société, la G.B. Pirelli & Cie, embryon de la future société Pirelli.
Le 4 avril 1909, Victor-Emmanuel III d'Italie le nomme sénateur à vie, et en 1919 il assume la charge de président de la Confédération Générale de l’Industrie Italienne (Confindustria). Lors de son investiture au Parlement, Pirelli déclarera fièrement : « Je suis né dans une modeste maison, où les seules devises étaient la droiture et le zèle ».
Ses fils Alberto (1882-1971) et Piero Pirelli poursuivront le développement de son empire industriel.